# Dschisan (Stadt)

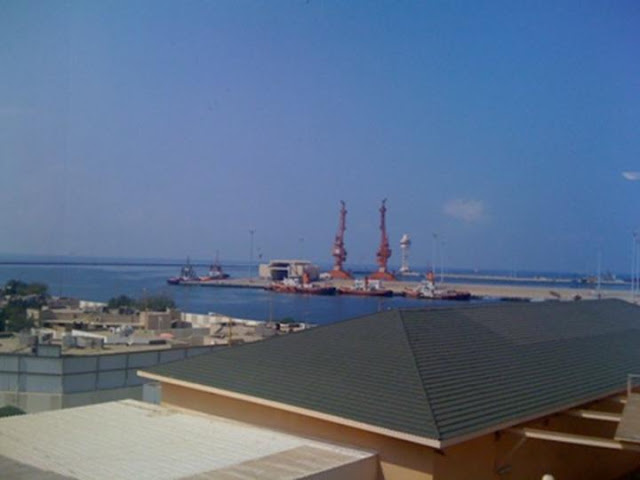
Der Hafen von Dschisan

Dschisan (deutsch auch: Dschaizan, arabisch جازان Dschāzān, DMG Ǧāzān) ist eine Stadt in Saudi-Arabien. Sie liegt im Südwesten der Arabischen Halbinsel, direkt am Roten Meer. Dschisan ist die Provinzhauptstadt der Provinz Dschisan und hat etwa 173.919 Einwohner (Stand: 2022).
Die Stadt wird, wie für Saudi-Arabien typisch, fast ausschließlich von Sunniten bewohnt. 2022 waren knapp 45 Prozent der Einwohner Gastarbeiter.

## Wirtschaft und Infrastruktur
Die Stadt verfügt über einen bedeutenden Hafen, welcher unter anderem genutzt wird, um die landwirtschaftlichen Erzeugnisse der Region umzuschlagen. Direkt östlich der Stadt liegt der Flughafen Dschāzān, der über internationale Verbindungen verfügt.
Heute bestehen ehrgeizige Projekte zum industriellen und touristischen Aufbau in der Region, insbesondere das Projekt Jazan Economic City.

## Geschichte
Das Gebiet zählte zum Einflussgebiet der Idrisiden von Asir. Zu Beginn des 20. Jahrhunderts war der Ort für die Perlenfischerei bedeutend, zu Beginn des Ersten Weltkrieges verlagerte sich jedoch der Handel nach al-Hudaida.
Nach kriegerischen Auseinandersetzungen zwischen Saudi-Arabien und dem Jemen kam das Gebiet mit Asir im Abkommen von Taif (1934) an Saudi-Arabien.
Die Altstadt lag bis in die 1970er Jahre auf einem Salzkegel. Der instabile Untergrund zwang zu einer teilweisen Verlegung der Stadt aus dem Bereich der Sabcha nach Osten.

## Söhne und Töchter der Stadt
- Abdulaziz al-Bishi (* 1994), Fußballspieler